# 尤宁县 (新泽西州)
尤寧郡（英語：Union County），又譯聯合郡或友聯郡，是美国新泽西州東北部的一個縣，東與纽约史泰登島相望，面積940平方公里。根據2020年美國人口普查，共有人口57萬5,345人。縣治伊麗莎白。該縣成立於1857年3月19日，縣名指的是日益受南北战争威脅的北方聯邦。